# Кристин Блази Форд
Кристѝн Бла̀зи Форд (на английски: Christine Blasey Ford, [kɹɪsˈtiːn ˈblɑːzi fɔɹd]) е американска психоложка.
Родена е на 28 ноември 1966 година в заможно семейство в предградията на Вашингтон в Мериленд. През 1988 година
завършва Севернокаролинския университет в Чапъл Хил, а през 1996 година защитава докторат по психология в Южнокалифорнийския университет. От 1998 година работи в Станфордския университет.
Кристин Блази Форд придобива широка известност през 2008 година, когато обвинява кандидата за член на Върховния съд Брет Кавано в извършено срещу нея през 1982 година сексуално насилие, което предизвиква остри политически спорове.